# Гнавийяни
Атолл Гнавийяни (мальд. ޏ. އަތޮޅު) — административная единица Мальдивских островов. Он состоит из одного острова Фуа-Мулаку.
Уникальность Гнавийяни среди остальных атоллов состоит в том, что он полностью изнутри заполнен кораллами, формируя таким образом один большой остров 6 км в длину и 3 в ширину. Также отличаются от остальных островов Мальдив почва и растительность острова. Почва плодородна и здесь растут манго, папайя, бананы и т. д.
Атолл Гнавийяни располагается в Экваториальном проходе, проливе, который использовали моряки, путешествующие от Африки до Китая и от Аравийского моря до Малайзии.

## Административное деление
Хаа Алифу, Хаа Даалу, Шавийяни, Ноону, Раа, Баа, Каафу, и т. д. являются буквенными обозначениями, присвоенными современным административным единицам Мальдивских островов. Они не являются собственными названиями атоллов, которые входят в состав этих административных единиц. Некоторые атоллы разделены между двумя административными единицами, в другие административные единицы входят два или более атоллов. Порядок буквенных обозначений идет с севера на юг по буквам алфавита тана, который используется в языке дивехи. Эти обозначения неточны с географической и культурной точки зрения, однако популярны среди туристов и иностранцев, прибывающих на Мальдивы. Они находят их более простыми и запоминающимися по сравнению с настоящими названиями атоллов на языке дивехи (кроме пары исключений, как, например, атолл Ари).
В состав атолла Гнавийяни входит всего 1 остров (Фуа-Мулаку), который в свою очередь делится на 8 районов: Дхадимагу, Дхигуваанду, Хоадхаду, Дхашокубаа, Маадхаду, Маалеган, Дхоондиган, Мискиймагу и Фунааду.

## История
Главным ориентиром на острове служит холм Рединге, 20 метров в высоту и 75 — в окружности. По предположению Х. Белла, посетившего остров в 1922 году, холм образовала ступа Будды на квадратной платформе.
В районе Дхадимагу располагается мечеть Кедера.